# Otagi Nenbutsu-ji

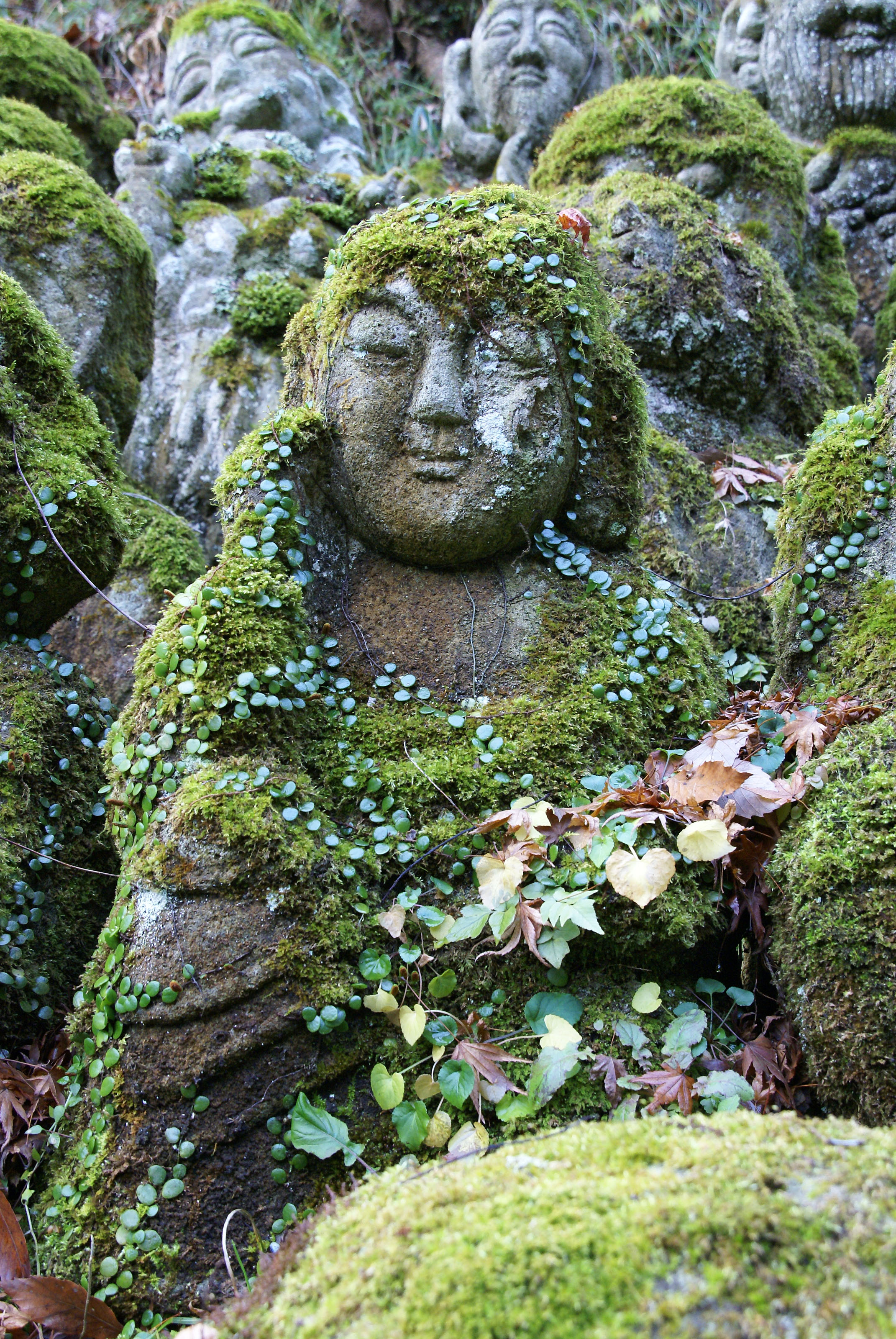
Stenstatyer i Otagi Nenbutsu-ji, Kyoto, Japan

Otagi Nenbutsu-ji (japanska: 愛宕念仏寺) är ett japanskt tempel i Arashiyamaregionen i Kyoto, Japan. Templet grundades i mitten av 700-talet av Empress Shōtoku. I templet finns mer än 1200 stenstatyer (rakan) som representerar olika dimensioner av Buddha. 